# 문수사 (서산시)
문수사(文殊寺)는 충청남도 서산시에 있는 사찰이다.
문수사가 처음 지어진 연대는 알 수 없으나 1973년 극락보전의 금동여래좌상에서 고려 충목왕 2년(1346)에 만든 문서가 발견되어, 그 이전에 지어진 것으로 보고 있다.
2011년 현재 건물로는 극락보전, 삼층 석탑, 산신각이 있다. 극락보전은 복장 유물의 연대와 달리 1346년 이전에 불탔다가 조선 후기에 재건된 것으로 보인다. 극락보전에는 십육나한상, 지장보살도, 신중도, 삼세불회도 등이 소장되어 있다. 삼층 석탑은 3층의 옥개석과 상륜부의 보주가 그 크기에 있어서 서로 조화를 이루지 못하고 있어 다른 시기에 조합된 것으로 추정된다.
1974년 12월 24일에 충청남도 유형 문화재 제13호로 지정된 문수사 극락보전에는 높이 69cm의 문수사 금동여래좌상이 있다. 이 좌상은 1974년 8월 31일 충청남도 유형 문화재 제34호로 지정되었지만 아쉽게도 1993년에 도난당하였다. 도난당하기 전 이 불상에서 발견된 서산 문수사 금동여래좌상 복장유물은 2008년 8월 28일에 보물 제1572호로 지정되었으며, 불상의 제작 연대와 불상 조성에 관계된 300여 명의 이름이 적혀 있는 『묘법연화경(妙法蓮華經)』, 『구역인왕경(舊譯仁王經)』과 『의천속장경간기(義天續藏經刊記)』 등이 있다. 그 밖에도 백저포(白苧袍)를 비롯한 많은 유물이 발견되어 불교사, 미술사, 국문학사, 인쇄 기술사, 복식사 등에 중요한 자료로 평가 받고 있다. 이 유물들은 현재 수덕사 성보박물관에 소장되어 있다.

## 사진

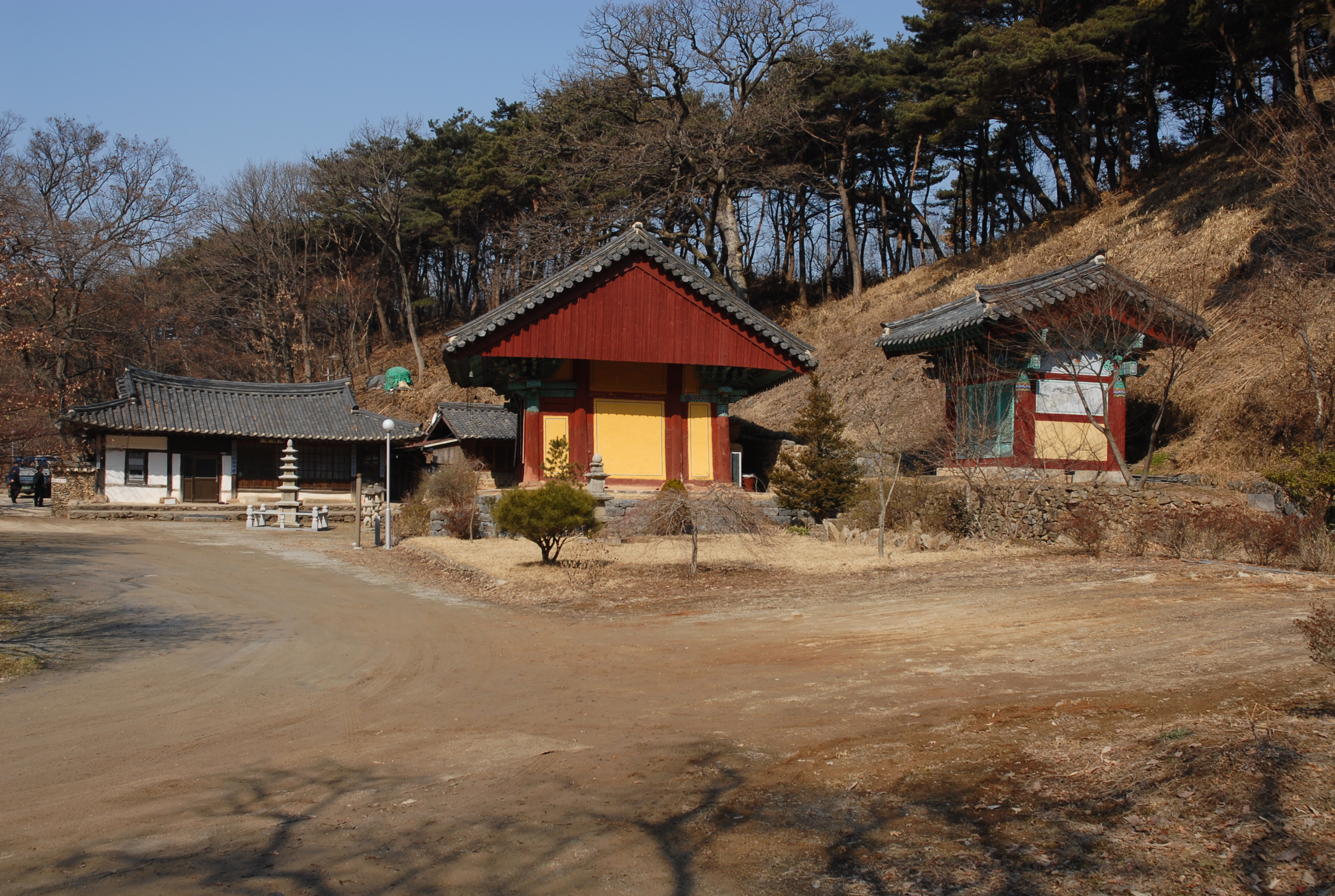

## 보유 문화재
- 서산 문수사 극락보전
- 서산 문수사 금동여래좌상
- 서산 문수사 소조나한상 일괄